# Transacción (informática)
Una transacción es una interacción con una estructura de datos compleja, compuesta por varios procesos que se han de aplicar uno después del otro. La transacción debe realizarse de una sola vez y sin que la estructura a medio manipular pueda ser alcanzada por el resto del sistema hasta que se hayan finalizado todos sus procesos.

## Ejemplo
Se puede poner como ejemplo una transferencia de fondos entre dos cuentas corrientes de un banco. Si se quiere transferir, supongamos, 5000€ de la cuenta corriente de A a B y las cuentas tienen, respectivamente, 20000€ y 0€ de saldo los pasos lógicos serían:
1. Comprobar si en la cuenta A hay dinero suficiente.
2. Restar 5000€ de la cuenta de A, con lo que su saldo pasa a ser de 15000€.
3. Sumar 5000€ a la cuenta de B, con lo que los saldos quedan A=15000€ y B=5000€

Ahora bien, si entre el paso 2 y el 3 el sistema sufre una parada o error inesperado, las cuentas quedarían como A=15000 y B=0, con lo cual se han volatilizado 5000€ y presumiblemente ni A ni B estarán contentos, y hubiesen preferido que la transacción nunca hubiese sido iniciada.
Este ejemplo ilustra por qué las transacciones tienen un comportamiento deseado de todo o nada, o se realiza completamente o no debe tener ningún efecto.

## Propiedades ACID
Las transacciones deben cumplir cuatro propiedades denominadas ACID por sus iniciales en inglés:
1. Atomicidad (Atomicity): es la propiedad que asegura que la operación se ha realizado o no, y por lo tanto ante un fallo del sistema no puede quedar a medias.
2. Consistencia (Consistency): es la propiedad que asegura que sólo se empieza aquello que se puede acabar. Por lo tanto, se ejecutan aquellas operaciones que no van a romper la reglas y directrices de integridad de la base de datos.
3. Aislamiento (Isolation): es la propiedad que asegura que una operación no puede afectar a otras. Esto asegura que la realización de dos transacciones sobre la misma información nunca generará ningún tipo de error.
4. Durabilidad (Durability): es la propiedad que asegura que una vez realizada la operación, ésta persistirá y no se podrá deshacer aunque falle el sistema.

La atomicidad frente a fallos se suele implementar con mecanismos de journaling, y la protección frente a accesos concurrentes mediante bloqueos en las estructuras afectadas. La serialibilidad viene garantizada por la atomicidad. La permanencia se suele implementar forzando a los periféricos encargados de almacenar los cambios a confirmar la completa y definitiva transmisión de los datos al medio (generalmente, el disco).
La forma algorítmica que suelen tener las transacciones es la siguiente:
```
iniciar transacción (lista de recursos a bloquear)
ejecución de las operaciones individuales.
if (todo_ok) {
  ''aplicar_cambios''
}
else {
  ''cancelar_cambios''
}

```

En cualquier momento, el programa podría decidir que es necesario hacer fallar la transacción, con lo que el sistema deberá revertir todos los cambios hechos por las operaciones ya hechas. En el lenguaje SQL se denomina COMMIT a aplicar_cambios y ROLLBACK a cancelar_cambios.
Las transacciones suelen verse implementadas en sistemas de bases de datos y, más recientemente, se han visto incorporadas a cómo gestiona un sistema operativo la interacción con un sistema de archivos (como varias características de las bases de datos, debido a que son muy similares arquitectónicamente).

## Transacciones en bases de datos
Una transacción en un sistema de gestión de bases de datos es un conjunto de órdenes que se ejecutan formando una unidad de trabajo, es decir, en forma indivisible o atómica.
Un SGBD se dice transaccional si es capaz de mantener la integridad de datos, haciendo que estas transacciones no puedan finalizar en un estado intermedio. Cuando por alguna causa el sistema debe cancelar la transacción, empieza a deshacer las órdenes ejecutadas hasta dejar la base de datos en su estado inicial (llamado punto de integridad), como si la orden de la transacción nunca se hubiese realizado.
Para esto, el lenguaje de consulta de datos SQL (Structured Query Language) provee los mecanismos para especificar que un conjunto de acciones deben constituir una transacción.
- BEGIN TRANSACTION: Especifica que va a empezar una transacción.
- COMMIT TRANSACTION: Le indica al motor que puede considerar la transacción completada con éxito.
- ROLLBACK TRANSACTION: Indica que se ha alcanzado un fallo y que debe restablecer la base al punto de integridad.

En un sistema ideal, las transacciones deberían garantizar todas las propiedades ACID; en la práctica, a veces alguna de estas propiedades se simplifica o debilita con vistas a obtener un mejor rendimiento.